# Ghatur (wieś)
Ghatur – wieś w Iranie, w ostanie Azerbejdżan Zachodni, w szahrestanie Szahin Deż. W 2006 roku liczyła 642 mieszkańców.